# Eddy Serri
Eddy Serri (* 24. November 1974 in Faenza) ist ein ehemaliger italienischer Radrennfahrer.
Eddy Serri begann seine Karriere im Jahr 2000 bei dem Radsportteam Alexia Alluminio. In seinem ersten Jahr gewann er das Eintagesrennen Gran Premio Città di Rio Saliceto e Correggio. 2003 wechselte er zu Mercatone Uno, gewann dort eine Etappe bei der Ster Elektrotoer und wechselte ein Jahr später zu Barloworld. Ab 2006 fuhr Serri für die polnische Mannschaft Miche. In seinem zweiten Jahr dort gewann er den Giro della Romagna.
2001 und 2002 startete Serri beim Giro d’Italia, konnte sich aber beide Male nicht unter den ersten Hundert platzieren. 2009 beendete er seine Radsport-Laufbahn.

## Erfolge
- 2003: eine Etappe Ster Elektrotoer
- 2007: Giro della Romagna
- 2008: Giro del Mendrisiotto

## Teams
- 2000–2001 Alexia Alluminio
- 2002 Index Alexia
- 2003 Mercatone Uno-Scanavino
- 2004 Barloworld-Androni Giocattoli
- 2005 Barloworld-Valsir
- 2006–2007 Miche
- 2008 Miche-Silvercross
- 2009 Meridiana-Kalev Chocolate